# Yibuti en los Juegos Olímpicos de Atlanta 1996
Yibuti estuvo representado en los Juegos Olímpicos de Atlanta 1996 por cinco deportistas masculinos que compitieron en dos deportes.
El portador de la bandera en la ceremonia de apertura fue el atleta Hussein Ahmed Salah. El equipo olímpico yibutiano no obtuvo ninguna medalla en estos Juegos.